# Stedelen
Stedelen (mort en 1400) est un homme accusé de sorcellerie dans le canton de Berne en Suisse entre 1397 et 1406.

## Contexte
Après une mauvaise récolte au village où habite Stedelen, il est accusé d'utiliser la magie noire pour détruire les récoltes en sacrifiant un coq noir le jour du Sabbat à un carrefour  et en mettant un lézard sous la porte d'une église locale.
Peter von Greyerz, le juge du Simmental entre 1398 et 1406, croit que la  sorcellerie a été introduite en Simmental par Scavius en 1375. Scavius, qui appartient à la noblesse qu'il peut se transformer en souris (tel que rapporté dans le livre Formicarius de Johanners Nider). Scavius est assassiné par ses ennemis, mais Hoppo, un de ses étudiants, devient, selon Greyerz, le tuteur de Stedelen.  
Hoppo n'a pas laissé de traces écrites, mais Stedelen selon les rumeurs devient un expert en magie  à Boltigen grâce à Hoppo. Il apprend soi-disant à voler du fumier et du foin dans les champs ne lui appartenant pas pour les transférer par magie dans les siens, à créer des averses de grêle et des orages, à rendre les gens et les animaux stériles, à rendre les chevaux fous quand il touche leurs sabots, à voler et effrayer ceux qui l'ont capturé. Greyerz accuse Stedelen également de voler le lait des vaches d'un couple marié et provoquer la fausse couche de la femme.

## Procès
Sous la torture, Stedelen reconnait avoir enterré un lézard sous la maison du couple. Son procès est orchestré par un tribunal laïc. Il avoue également sous la torture avoir convoqué des démons dans le cadre d'un pacte avec le Diable. Stedelen est condamné au bûcher vers 1400.
Greyerz croit en l'existence d'un culte satanique dont les membres sont des personnes qui ont fait des pactes avec le Diable et mangent des enfants la nuit dans les églises. Il continue les persécutions et va jusqu’à torturer une femme pour confirmer ses croyances.